# 莱伊·本杰明
莱伊·本杰明（英語：Rai Benjamin，1997年7月27日—）是一名专长于400米赛跑和400米跨栏的美国职业跨栏和短跑运动员。他在2019年世界田径锦标赛男子400米栏中赢得一枚银牌，并在同一竞赛中赢得4×400接力的金牌。